# Perlokutiver Akt
Perlokutiver Akt oder Perlokutionärer Akt, auch Perlokutiver Sprechakt und Perlokution, ist ein Begriff aus der Sprechakttheorie nach Austin, der auf die Wirkungsaspekte des Sprechakts Bezug nimmt. John Langshaw Austin unterscheidet in seiner Sprechakttheorie unter anderem zwischen illokutivem, lokutivem und perlokutivem Akt.

## Illokution – Perlokution
Im Gegensatz zu Illokutionen, die das Ergebnis einer Sprachhandlung sind und damit zeitlich mit deren Vollzug zusammenfallen, sind Perlokutionen Folgen einer Sprachhandlung, die sich an den Vollzug anschließen. Üblicherweise wird in der Sprechakttheorie davon geredet, dass man illokutionäre Akte vollzieht, indem man sich äußert, und perlokutionäre Akte dadurch, dass man sich äußert.

## Konventionaler versus kausaler perlokutionärer Aspekt
Es ist zu unterscheiden zwischen konventionalen und kausalen perlokutionären Aspekten.
Zum konventionalen Aspekt:
Hier sind Perlokutionen die spezifischen, d. h. den illokutionären Zwecken zugeordneten Effekte. Und zwar:
- muss jeder, der z. B. eine Mitteilung (= assertive Illokution) macht, damit rechnen, dass man ihm glaubt,
- muss jeder, der z. B. ein Versprechen (= kommissive Illokution) abgibt, damit rechnen, dass nun erwartet wird, dass er es auch einhält,
- muss jeder, der jemanden z. B. lobt (= expressive Illokution), damit rechnen, dass der Gelobte sich darüber freut,
- muss jeder, der z. B. ein Schiff tauft (= deklarative Illokution), damit rechnen, dass man den Namen akzeptiert und es von nun an so nennt,
- muss jeder, der einen anderen z. B. auffordert (= direktive Illokution) etwas zu tun, damit rechnen, dass der Aufgeforderte das, wozu er aufgefordert wurde, ausführen will und schließlich auch ausführt.

Solche Wirkungsaspekte sind von den illokutionären Zwecken jeweils konventional abgedeckt.
Zum kausalen Aspekt:
Hier geht es um die Frage, welchen perlokutionären Akt S (= Sprecher) vollzogen und welchen perlokutionären Effekt S bei H (= Hörer) erzielt hat. Im Deutschen existiert eine Vielzahl von Verben, mit denen auf diesen Aspekt Bezug genommen werden kann (beispielsweise überzeugen, überraschen, überreden).
Perlokutionäre Effekte lassen sich in drei Klassen aufteilen: epistemische (bei H wird ein Glaube o. ä. ausgelöst), motivationale (bei H wird eine Absicht ausgelöst) und emotionale (bei H wird eine Emotion ausgelöst). Jedenfalls ist dies das Ergebnis der Klassifizierungsarbeit von Staffeldt (2007).

## Kritik
Nicht alle konventionellen Äußerungen, bzw. Sprechhandlungen können einwandfrei zu bestimmten illokutionären Klassen zugeordnet werden. So wird z. B. in der Literatur über eine Zuordnung des „Erlaubens“ debattiert. Einerseits ist das Erlauben eine explizit performative Aussage, mit der der Adressat z. B. zur Nutzung eines Utensils legitimiert wird. Pragmatisch wird hier dem Adressaten ein größerer Handlungsspielraum gewährleistet, wohingegen dies als Kommissiva deutbar wird. Diese Ansicht vertritt Rolf in seinem Werk Illokutionäre Kräfte.
Andererseits ist das Erlauben auch eine Handlungseinschränkung des Sprechers selbst. Durch eine Erlaubnis (z. B. ein Utensil zu nutzen) verzichtet der Sprecher auf ein Sanktionsrecht, bzw. verpflichtet sich zur Bereitstellung des Utensils. Damit wäre dies als Direktiva deutbar. Diese Ansicht vertritt Searle.
Damit ist erkennbar, dass die Sprechhandlung des Erlaubens weder prototypisch kommissiv, noch direktiv ist. Die einzige logische Schlussfolgerung hieraus wäre das Einbinden einer neuen Sprechaktklasse, z. B. eine Legation, in der, nach Stärkegrad geordnet, (Auf)Forderung, Legalität, beliebige Nutzungsrechte gestaffelt gesammelt werden.
Problematisch sind auch die sog. illokutiven Indikatoren. Jene Indikatoren sprechen zwar deutlich auf eine Sprechaktklasse hin, beweisen sie jedoch nicht eindeutig.